# Harley-Davidson Evolution

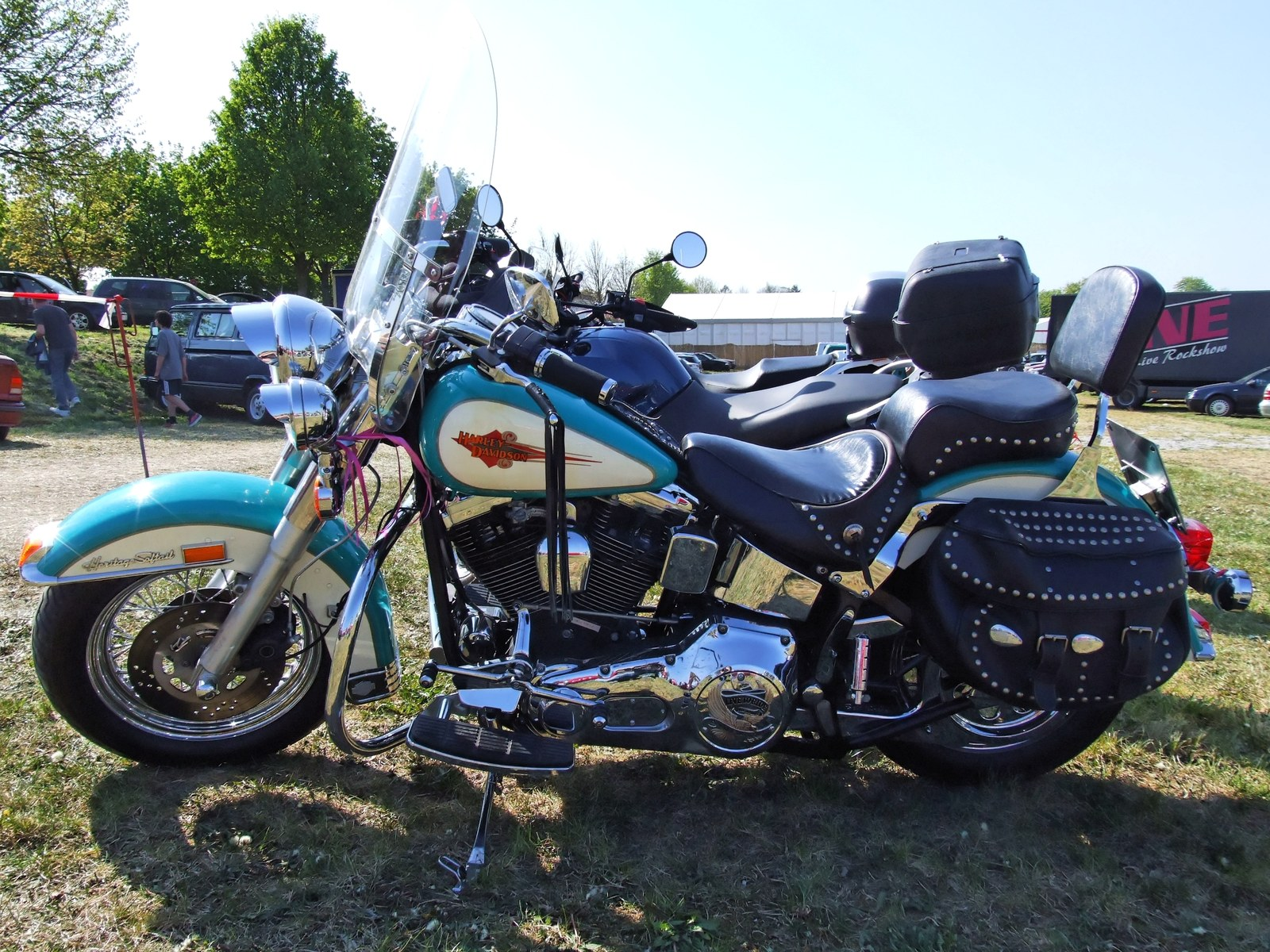
Heritage Softail - propulsore Evolution

L'Evolution è la famiglia di propulsori prodotti dalla Harley-Davidson tra il 1984 ed il 1999, detti anche Evo (abbr.) o Blockhead dalla forma delle teste.

## Il contesto

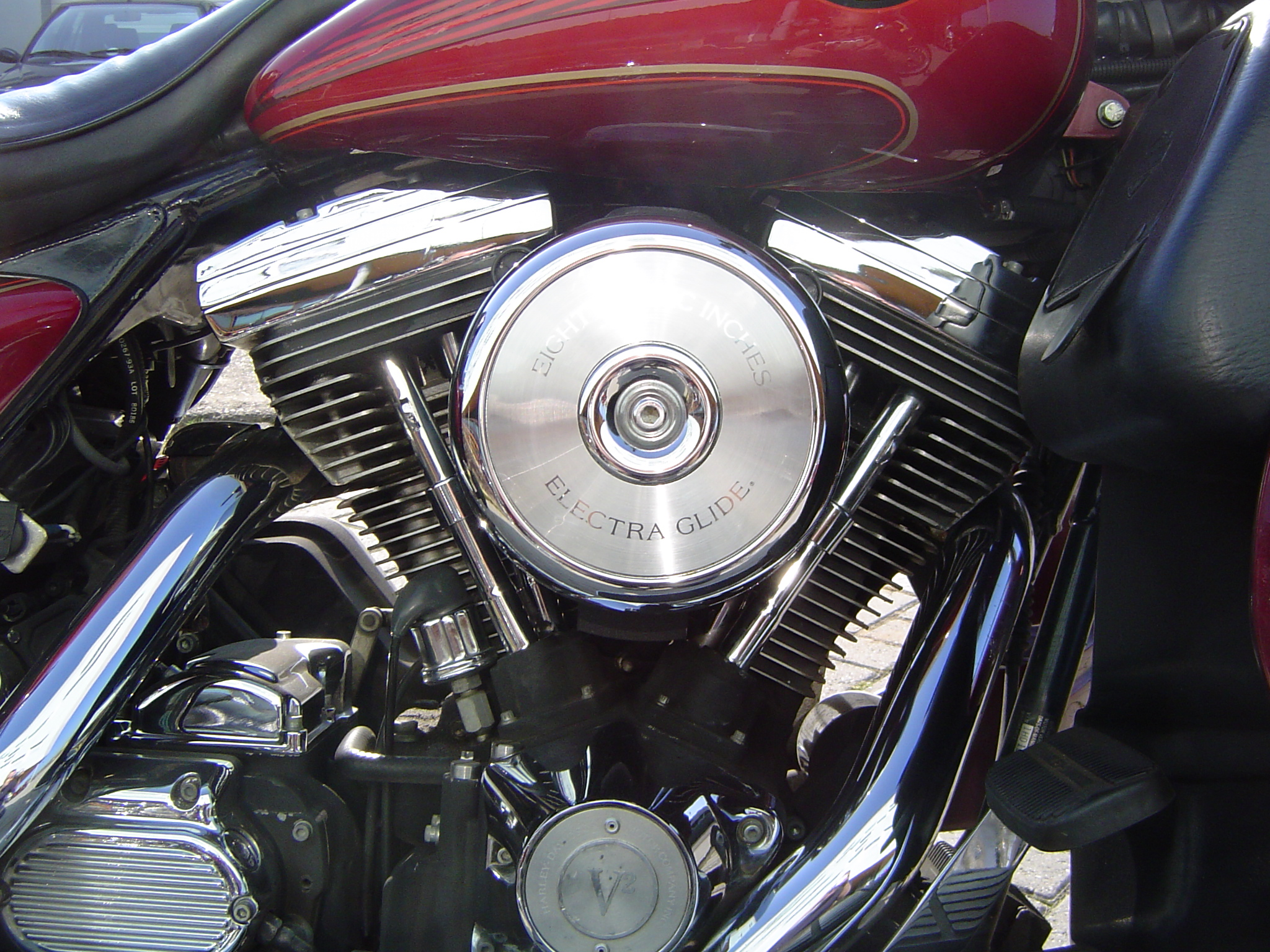
Propulsore Evolution - modelli Touring

L'EVO (big twin) è un classico bicilindrico a V stretta di 45° come da tradizione della casa motociclistica americana: ha una capacità di circa 82 pollici cubi (per la precisione 81,65 secondo il tasso di conversione di 16,387 cm³ per ogni pollice cubo), pari a circa 1,338 cm³, dati da un alesaggio di 88,8 mm per una corsa del pistone di 108 mm: tecnicamente viene definito propulsore "sottoquadro" o a "corsa lunga".
Viene spesso definito Big Twin per differenziarlo dai più piccoli propulsori EVO  utilizzati sugli Sportster sin dal 1986 (vedasi la sezione apposita).
L'EVO venne prodotto negli Stati Uniti in seguito al termine della produzione del precedente propulsore Shovelhead avvenuta nel 1984 e fu il frutto di un attento studio di progettazione, condotto per la prima volta dalla Casa di Milwaukee secondo standard moderni e con l'utilizzo esteso dell'informatica: si trattò in sostanza della più grande scommessa industriale della Harley-Davidson nel dopoguerra, fortunatamente vinta, dato che il lancio del nuovo propulsore risollevò le sorti commerciali della Casa, all'epoca insidiata dalla concorrenza giapponese.
La produzione cessò nel 1999 allorquando l'EVO venne sostituito dal propulsore Twin Cam, anche se la produzione è continuata e continua tuttora, pur con alcuni aggiornamenti tra cui l'iniezione elettronica, per la versione utilizzata sulle Sportster.

## Caratteristiche
L'architettura del propulsore è analoga a quella dei suoi predecessori: bicilindrico a V di 45° con distribuzione ad aste e bilancieri e raffreddamento ad aria, ma l'affidabilità è decisamente superiore e ne fa quindi il primo motore moderno della Harley-Davidson. 
Da notare che la capacità di 82 pollici cubi è la stessa degli ultimi Shovelhead - con cui tra l'altro l'EVO ha in comune la struttura del basamento - ma coppia e potenza presentano curve più favorevoli, mentre i regimi di rotazione sono analoghi, dal momento che i motori Harley-Davidson sono storicamente famosi per il carattere docile e la gran coppia, senza la necessità di ricercare alte prestazioni ad elevati regimi di rotazione.
La testata del motore è in alluminio, così come i cilindri. La distribuzione è a 2 valvole per cilindro, comandate da aste e bilancieri e azionate da un unico albero con 4 camme direttamente accoppiato all'albero motore. Il successore sarà denominato "Twin Cam" poiché dotato di due assi a camme nel basamento.
La trasmissione primaria della potenza avviene mediante una catena in bagno d'olio, mentre la finale è a secco mediante una cinghia in kevlar: l'utilizzo della trasmissione finale a cinghia sarà una costante di tutti i modelli HD fino ad oggi per via della maggiore affidabilità, maggiore pulizia, minore necessità di manutenzione e maggiore durata rispetto alla tradizionale trasmissione finale a catena.
Il cambio, separato dal propulsore, è un classico 5 marce a comando meccanico, mentre l'alimentazione è affidata al collaudato carburatore Keihin CV da 40 mm. (fatto salvo l'utilizzo, su alcuni modelli della gamma Touring e sulla gamma Sportster sin dal 2007, dell'iniezione elettronica EFI).
Il lancio della famiglia EVO fu fondamentale per HD: la Softail Custom del 1984 (FXSTC) e gli altri modelli Softail (tra cui la celebre Fat Boy del 1990) salvarono letteralmente la Casa di Milwaukee dalla bancarotta, permettendole di effettuare nuovi investimenti, di aumentare le vendite in modo esponenziale tra gli anni ottanta e novanta, riconquistando il primato nelle vendite di moto di grossa cilindrata nel mercato nordamericano, dopo decenni di dominio incontrastato delle case giapponesi.

## Modelli HD motorizzati EVO

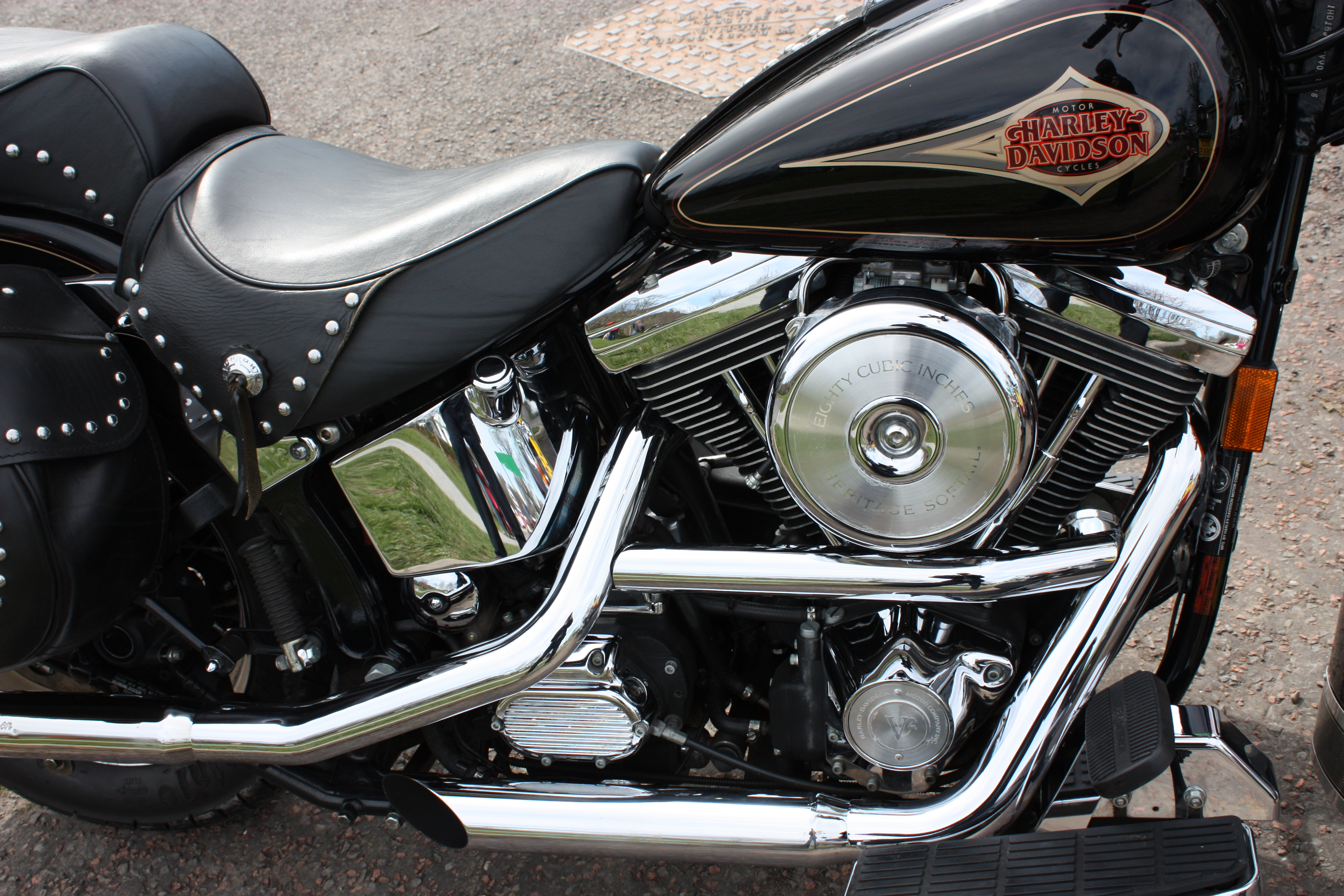
Propulsore Evolution - modelli Softail

L'Evo venne subito utilizzato sull'intera gamma, con l'eccezione delle Sportster che lo utilizzeranno a partire dai M.Y. 1986
Da notare che l'architettura del motore EVO 'Big Twin' continua ad essere utilizzata tuttora sui propulsori prodotti su licenza dalla S&S e dalla Revtech, in varie cilindrate e versioni.

### Sportster

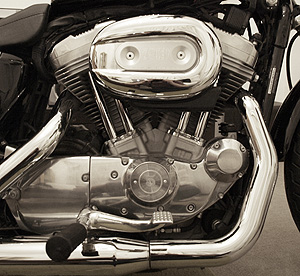
Propulsore Evolution - Sportster 883

I propulsori utilizzati sulla gamma Sportster adottano un'architettura di tipo Evolution, ma con differente cilindrata: inizialmente 883 cm³ (53,9 in³) e 1100 cm³, quest'ultima poi portata nel 1988 a 1200 cm³ per differenziarsi maggiormente dalla Sportster 883. 
La struttura dei propulsori Sportster è differente rispetto ai Big Twin Evolution: infatti su questi ultimi il cambio è separato dal motore e utilizza un lubrificante apposito, a differenza di quanto accade sugli Sportster, per i quali il cambio è in fusione con il blocco motore ma mantiene una lubrificazione separata, ottenendo quindi come effetti principali minor peso, maggiore semplicità costruttiva e minori costi di produzione. In linea di massima i propulsori Sportster hanno inoltre un comportamento più sportivo ed una propensione a raggiungere regimi di rotazione più elevati, a scapito di una minor coppia, in linea con la tipologia di motocicletta su cui sono montati.
Come già accennato ancora oggi, fatti salvi l'alimentazione ad iniezione elettronica (dal 2007) e gli adeguamenti ai limiti sulle emissioni, i motori degli Sportster sono ancora EVO, a dimostrazione della bontà del progetto iniziale: pertanto l'eredità di tale propulsore è ancora presente nella produzione attuale.

## Prestazioni dichiarate
Di seguito i dati relativi a potenza e coppia dei modelli HD motorizzati EVO (come indicati da Harley-Davidson Motorcycles, Manuale d'istruzioni del proprietario, 1994).
| Modello              | Cilindrata in cm³ | Potenza massima in kW | Coppia motrice massima in kg·m |
| Touring              | 1.338             | 44 @ 5.000 rpm        | 14,3 @ 3.000 rpm               |
| Softail / Dyna Glide | 1.338             | 41 @ 5.000 rpm        | 13,6 @ 2.350 rpm               |
| Sportster (883)      | 883               | 37 @ 6.000 rpm        | 8,5 @ 2.500 rpm                |
| Sportster (1200)     | 1.200             | 43 @ 5.200 rpm        | 12,4 @ 3.500 rpm               |